# Championnat d'Albanie de football 1967-1968
Navigation
Championnat d'Albanie 1966-67 Championnat d'Albanie 1969-70
Le Championnat d'Albanie de football de Kategoria Superiore 1967-1968 est la 28e édition de ce championnat.

## Classement
| Rang | Équipe                | Pts | J  | G  | N  | P  | Bp | Bc | Diff |
| ---- | --------------------- | --- | -- | -- | -- | -- | -- | -- | ---- |
| 1    | 17 Nëntori Tirana     | 45  | 26 | 21 | 3  | 2  | 63 | 20 | +43  |
| 2    | Partizan Tirana       | 44  | 26 | 19 | 6  | 1  | 62 | 19 | +43  |
| 3    | Dinamo Tirana         | 38  | 26 | 18 | 2  | 6  | 66 | 28 | +38  |
| 4    | Vllaznia Shkodër      | 34  | 26 | 14 | 6  | 6  | 43 | 23 | +20  |
| 5    | Flamurtari Vlorë      | 25  | 26 | 9  | 7  | 10 | 35 | 34 | +1   |
| 6    | Labinoti Elbasan      | 23  | 26 | 9  | 5  | 12 | 37 | 44 | -7   |
| 7    | Lokomotiva Durrës     | 23  | 26 | 7  | 9  | 10 | 22 | 31 | -9   |
| 8    | Skënderbeu Korçë      | 21  | 26 | 6  | 9  | 11 | 27 | 32 | -5   |
| 9    | Traktori Lushnja      | 21  | 26 | 8  | 5  | 13 | 28 | 40 | -12  |
| 10   | Luftëtari Gjirokastër | 21  | 26 | 7  | 7  | 12 | 22 | 51 | -29  |
| 11   | Besa Kavajë           | 20  | 26 | 6  | 8  | 12 | 19 | 25 | -6   |
| 12   | Apolonia Fier         | 19  | 26 | 4  | 11 | 11 | 24 | 40 | -16  |
| 13   | Tomori Berat          | 18  | 26 | 6  | 6  | 14 | 19 | 40 | -21  |
| 14   | Ylli i Kuq Pogradec   | 12  | 26 | 4  | 4  | 18 | 19 | 59 | -40  |

|  | Champion |
|  | Relégué  |

## Bilan de la saison
| Tableau d'Honneur                 |                   |
| Compétition                       | Vainqueur         |
| Championnat d'Albanie de football | 17 Nëntori Tirana |
| Coupe d'Albanie de football       | Partizan Tirana   |

| Promotions et relégations     |                                                     |
| Relégués en First Division    | Tomori Berat Ylli i Kuq Pogradec                    |
| Promus en Kategoria Superiore | Tekstilisti Stalin Yzberish Naftëtari Qyteti Stalin |